# Cumann na nGaedheal
Cumann na nGaedheal [ˈkʊmən nə ˈŋɰeːɫ] (irisch für Bündnis der Gälen) war der Name einer politischen Vereinigung und einer Partei in der irischen Geschichte des 20. Jahrhunderts.

## Geschichte

### Die ersteCumann na nGaedheal, 1900–1905
Die „erste“ Cumann na nGaedheal wurde von Arthur Griffith im Herbst 1900 gegründet. Sie war als politische Vereinigung konzipiert, nicht als Partei. Ihr Ziel war die Unabhängigkeit Irlands von der britischen Herrschaft. Eine Delegiertenversammlung am 26. Oktober 1902 forderte alle bei der Parlamentswahl 1900 gewählten irischen Abgeordneten des Unterhauses auf, ihr Mandat niederzulegen, da das britische Parlament nicht berechtigt sei, über Irland zu verfügen. Cumann na nGaedheal beteiligte sich am 1903 gegründeten National Council, das die Massenproteste der Iren gegen den Besuch von König Eduard VII. und Königin Alexandra in Irland steuerte.
1907 schloss sich diese Gruppierung mit anderen Parteien zu Sinn Féin zusammen.

### Die zweiteCumann na nGaedheal, 1923–1933
Die „zweite“ Cumann na nGaedheal wurde 1923 in Dublin von führenden irischen Republikanern innerhalb der Sinn Féin gegründet, die den am 6. Dezember 1921 unterzeichneten und am 6. Dezember 1922 in Kraft getretenen Anglo-Irischen Vertrag befürworteten. An der Gründung maßgeblich beteiligt waren Arthur Griffith, Michael Collins und William Thomas Cosgrave. Die beiden Erstgenannten starben während des irischen Bürgerkriegs, sodass schließlich Cosgrave den Flügel der Vertragsbefürworter innerhalb von Sinn Féin anführte. Er entschloss sich, das Bündnis zu einer Partei auszubauen. So geschah es im April 1923, gegen Ende des Irischen Bürgerkrieges.
Die Partei nahm am 27. August 1923 erstmals an einer Wahl des Dáil Éireann teil und gewann 63 Sitze (41 %). Da die 44 gewählten Abgeordneten von Sinn Féin aus anhaltendem Protest gegen den Anglo-Irischen Vertrag ihre 44 Mandate nicht wahrnahmen, verfügte Cumann na nGaedheal über die absolute Mehrheit der Stimmen im Parlament. Bis 1932 bildete Cumann na nGaedheal die Regierung des Irischen Freistaates unter Cosgrave. Bei der folgenden Parlamentswahl am 9. Juni 1927 zeigte sich, dass die Partei an Rückhalt verloren hatte, ihre Wähler wandten sich teils der 1926 von Éamon de Valera gegründete Partei Fianna Fáil zu, teils kleineren Parteien. Doch schon bei der nächsten Wahl am 15. September 1927, nur drei Monate später, entschieden sich wiederum 40 % der Wähler für Cosgraves Partei; sie gewann 62 Mandate. Cumann na nGaedheal wurde immer mehr zum Sinnbild der Verteidigung des Vertrages und des neuen Freistaates. Ökonomisch gesehen verfolgte die Partei den freien Handel und einen ausgeglichenen Haushalt – und dies zu einer Zeit, in der ihre Gegner die Prinzipien des Protektionismus bevorzugten. Insofern war es eine Überraschung, als Cumann na nGaedheal bei der Wahl am 16. Februar 1932 erstmals gegen Fianna Fáil verlor.
Bei der Wahl 1933 nahm die Zustimmung noch weiter ab und so wurden Verhandlungen mit der National Centre Party und der Army Comrades Association bezüglich einer Verschmelzung aufgenommen, die schließlich im September 1933 mit der Gründung von Fine Gael, dem bald führenden Gegner von Fianna Fáil und de Valera, erfolgte.